# Gesetzgebung zur gleichgeschlechtlichen Ehe in den Vereinigten Staaten

Rechtlicher Status gleichgeschlechtlicher Partnerschaften in den Bundesstaaten der USA
Gleichgeschlechtliche Ehe
Der aktuelle Stand der gleichgeschlechtlichen Ehe ist kompliziert.

Die Gesetzgebung zur gleichgeschlechtlichen Ehe in den Vereinigten Staaten ist auf Ebene der einzelnen Bundesstaaten geregelt.

## Auf bundesstaatlicher Ebene
Im Jahre 1996, genehmigte der amerikanische Kongress den Defense of Marriage Act (DOMA), der von Präsident Bill Clinton unterzeichnet wurde. Der Akt definiert die Begriffe „Ehe“ und „Ehegatten“ und verbietet somit gleichgeschlechtliche Ehen auf staatlicher Ebene. Der Grund für das Verbot war ein Gesetzesentwurf zur Legalisierung von gleichgeschlechtlichen Ehen, der zu der Zeit im hawaiianischen Senat diskutiert wurde. Man befürchtete, dass gleichgeschlechtliche Paare bei der Genehmigung von Homo-Ehen (das aber nicht bewilligt wurde) nach Hawaii reisen würden, um dort zu heiraten, und somit hätte der Bund oder der einzelne Bundesstaat diese Ehen anerkennen müssen. Durch die Genehmigung des Defense of Marriage Act können gleichgeschlechtliche Paare, die zuvor in einem Staat, wo gleichgeschlechtliche Ehe anerkannt wird, geheiratet haben, nicht in einem anderen Bundesstaat, der nicht diese Art von Lizenzen ausgibt, ihre Ehe anerkennen lassen. Gegner des Defense of Marriage Act weisen besonders darauf hin, dass durch dieses Gesetz Paare, die z. B. in Massachusetts geheiratet haben, von den 1.138 Gesetzen und Zuwendungen, die die Vereinigten Staaten heterosexuellen Ehepartnern zur Verfügung stellen, profitieren.
Die Anfechtung des DOMA wurde vom Supreme Court in Washington am 26. Juni 2013 zugunsten gleichgeschlechtlicher Paare entschieden. Zukünftig sind verheiratete gleichgeschlechtliche Paare auf Bundesebene gleichgestellt.
Seit Februar 2014 erhalten homosexuelle Paare, die zum Standesamt gehen, auf Bundesebene im ganzen Land weitere Rechte, unter anderem die gleichen Rechte bei Privatinsolvenzen, bei der Witwenrente, bei Aussageverweigerungsrechten vor den Bundesgerichten oder auch bei Besuchsrechten in Bundesgefängnissen.

## Auf einzelstaatlichen Ebenen
Ab den neunziger Jahren wurde das Thema „gleichgeschlechtliche Ehen“ zum politischen Thema. Vor allem Staaten an der Küste legalisierten unregistrierte Partnerschaften, aber auch begrenzte eingetragene Partnerschaften. Durch den gerichtlichen Beschluss in Massachusetts wurde der Neuenglandstaat zum ersten Bundesstaat in den Vereinigten Staaten, der gleichgeschlechtliche Ehen legalisierte. Jedoch gab es hauptsächlich Staaten im Süden und im Inneren der USA, die durch Verfassungsänderung Eheverbote für gleichgeschlechtliche Paare beschlossen.
Am 26. Juni 2015 erklärte der US-amerikanische Supreme Court die gleichgeschlechtliche Ehe in allen Bundesstaaten für zulässig.

### Bemühungen zur Legalisierung von gleichgeschlechtlichen Ehen und Partnerschaften
| Bundesstaat          | Datum          | Art                                                               | Senat                     | Senat                     | Abgeordnetenkammer        | Abgeordnetenkammer        | Gouverneur                | Ergebnis                                                                    |
| Bundesstaat          | Datum          | Art                                                               | Ja                        | Nein                      | Ja                        | Nein                      | Gouverneur                | Ergebnis                                                                    |
| -------------------- | -------------- | ----------------------------------------------------------------- | ------------------------- | ------------------------- | ------------------------- | ------------------------- | ------------------------- | --------------------------------------------------------------------------- |
| District of Columbia | Juni 1992      | Unregistrierte Partnerschaften                                    | genehmigt                 | genehmigt                 | genehmigt                 | genehmigt                 | unterzeichnet             | Ja                                                                          |
| Vermont              | April 1994     | Reciprocal Beneficiary Relationship                               | 27                        | 14                        | 87                        | 42                        | unterzeichnet             | Ja                                                                          |
| Kalifornien          | September 1994 | Unregistrierte Partnerschaften                                    | 21                        | 17                        | 41                        | 26                        | Veto                      | Nein                                                                        |
| Hawaii               | März 1996      | Unregistrierte Partnerschaften                                    | 14                        | 11                        | gescheitert               | gescheitert               | -                         | Nein                                                                        |
| Hawaii               | Juni 1997      | Reciprocal Beneficiary Relationship                               | 24                        | 7                         | 43                        | 27                        | unterzeichnet             | Ja                                                                          |
| Kalifornien          | September 1999 | Unregistrierte Partnerschaften                                    | 22                        | 14                        | 41                        | 36                        | unterzeichnet             | Ja                                                                          |
| Vermont              | April 2000     | Eingetragene Partnerschaften                                      | 19                        | 11                        | 79                        | 68                        | unterzeichnet             | Ja                                                                          |
| Kalifornien          | Oktober 2001   | Eingetragene Partnerschaften                                      | 23                        | 11                        | 41                        | 32                        | unterzeichnet             | Ja                                                                          |
| Kalifornien          | September 2003 | Eingetragene Partnerschaften (Ausdehnung)                         | 23                        | 14                        | 41                        | 33                        | unterzeichnet             | Ja                                                                          |
| New Jersey           | Januar 2004    | Unregistrierte Partnerschaften                                    | 23                        | 9                         | 41                        | 28                        | unterzeichnet             | Ja                                                                          |
| Maine                | April 2004     | Unregistrierte Partnerschaften                                    | 19                        | 14                        | 84                        | 58                        | unterzeichnet             | Ja                                                                          |
| Utah                 | Februar 2005   | Reciprocal Beneficiary Relationship                               | 10                        | 18                        | -                         | -                         | -                         | Nein                                                                        |
| Connecticut          | April 2005     | Eingetragene Partnerschaften                                      | 27                        | 9                         | 85                        | 63                        | unterzeichnet             | Ja                                                                          |
| Maryland             | Mai 2005       | Unregistrierte Partnerschaften                                    | 31                        | 16                        | 83                        | 50                        | Veto                      | Nein                                                                        |
| Kalifornien          | Juni 2005      | Gleichgeschlechtliche Ehe                                         | -                         | -                         | 37                        | 36                        | -                         | Nein                                                                        |
| Oregon               | Juli 2005      | Eingetragene Partnerschaften                                      | 19                        | 10                        | -                         | -                         | -                         | Nein                                                                        |
| Kalifornien          | September 2005 | Gleichgeschlechtliche Ehe                                         | 21                        | 15                        | 41                        | 35                        | Veto                      | Nein                                                                        |
| District of Columbia | April 2006     | Eingetragene Partnerschaften                                      | genehmigt                 | genehmigt                 | genehmigt                 | genehmigt                 | unterzeichnet             | Ja                                                                          |
| Colorado             | November 2006  | Eingetragene Partnerschaften                                      | Referendum (47 % to 53 %) | Referendum (47 % to 53 %) | Referendum (47 % to 53 %) | Referendum (47 % to 53 %) | Referendum (47 % to 53 %) | Nein                                                                        |
| New Jersey           | Dezember 2006  | Eingetragene Partnerschaften                                      | 23                        | 12                        | 56                        | 19                        | unterzeichnet             | Ja                                                                          |
| Washington           | April 2007     | Eingetragene Partnerschaften                                      | 28                        | 19                        | 63                        | 35                        | unterzeichnet             | Ja                                                                          |
| Oregon               | Mai 2007       | Eingetragene Partnerschaften                                      | 21                        | 9                         | 34                        | 26                        | unterzeichnet             | Ja                                                                          |
| New Hampshire        | Mai 2007       | Eingetragene Partnerschaften                                      | 14                        | 10                        | 243                       | 129                       | unterzeichnet             | Ja                                                                          |
| New York             | Juni 2007      | Gleichgeschlechtliche Ehe                                         | -                         | -                         | 85                        | 61                        | -                         | Nein                                                                        |
| Kalifornien          | September 2007 | Gleichgeschlechtliche Ehe                                         | 22                        | 15                        | 42                        | 34                        | Veto                      | Nein                                                                        |
| New Mexico           | Januar 2008    | Eingetragene Partnerschaften                                      | -                         | -                         | 33                        | 31                        | -                         | Nein                                                                        |
| Washington           | März 2008      | Eingetragene Partnerschaften (Ausdehnung)                         | 29                        | 20                        | 62                        | 32                        | unterzeichnet             | Ja                                                                          |
| Maryland             | Mai 2008       | Unregistrierte Partnerschaften                                    | 39                        | 19                        | 44                        | 39                        | unterzeichnet             | Ja                                                                          |
| District of Columbia | Mai 2008       | Eingetragene Partnerschaften (Ausdehnung)                         | genehmigt                 | genehmigt                 | genehmigt                 | genehmigt                 | unterzeichnet             | Ja                                                                          |
| New Mexico           | Februar 2009   | Eingetragene Partnerschaften                                      | 17                        | 25                        | -                         | -                         | -                         | Nein                                                                        |
| Vermont              | April 2009     | Gleichgeschlechtliche Ehe                                         | 23                        | 5                         | 100                       | 49                        | Veto                      | Veto aufgehoben                                                             |
| Montana              | April 2009     | Unregistrierte Partnerschaften                                    | -                         | -                         | gescheitert               | gescheitert               | -                         | Nein                                                                        |
| Colorado             | April 2009     | Designated Beneficiary Relationship                               | 23                        | 10                        | 41                        | 24                        | unterzeichnet             | Ja                                                                          |
| Connecticut          | April 2009     | Gleichgeschlechtliche Ehe                                         | 28                        | 7                         | 100                       | 44                        | unterzeichnet             | Ja                                                                          |
| Maine                | Mai 2009       | Gleichgeschlechtliche Ehe                                         | 21                        | 14                        | 89                        | 58                        | unterzeichnet             | in Referendum bis 2012 gestoppt Ja (ab 2012 in erneutem Referdenum erlaubt) |
| District of Columbia | Mai 2009       | Gleichgeschlechtliche Ehe (nur Anerkennung)                       | genehmigt                 | genehmigt                 | genehmigt                 | genehmigt                 | unterzeichnet             | Ja                                                                          |
| Washington           | Mai 2009       | Eingetragene Partnerschaften (Ausdehnung)                         | 30                        | 18                        | 62                        | 35                        | unterzeichnet             | Ja                                                                          |
| Nevada               | Mai 2009       | Eingetragene Partnerschaften                                      | 14                        | 7                         | 28                        | 14                        | Veto                      | Veto aufgehoben                                                             |
| New Hampshire        | Juni 2009      | Gleichgeschlechtliche Ehe                                         | 14                        | 10                        | 198                       | 176                       | unterzeichnet             | Ja                                                                          |
| Wisconsin            | Juni 2009      | Unregistrierte Partnerschaften                                    | 17                        | 16                        | 50                        | 48                        | unterzeichnet             | Ja                                                                          |
| Kalifornien          | Oktober 2009   | Anerkennung von auswärtigen und vor-Proposition 8-Ehen            | 24                        | 14                        | 44                        | 27                        | unterzeichnet             | Ja                                                                          |
| New York             | Dezember 2009  | Gleichgeschlechtliche Ehe                                         | 24                        | 38                        | 89                        | 52                        | -                         | Nein                                                                        |
| District of Columbia | Dezember 2009  | Gleichgeschlechtliche Ehe                                         | n/a                       | n/a                       | 11                        | 2                         | unterzeichnet             | Ja                                                                          |
| Rhode Island         | Januar 2010    | Unregistrierte Partnerschaften                                    | 31                        | 3                         | 67                        | 3                         | Veto                      | Veto aufgehoben                                                             |
| New Jersey           | Januar 2010    | Gleichgeschlechtliche Ehe                                         | 14                        | 20                        | -                         | -                         | -                         | Nein                                                                        |
| Minnesota            | Mai 2010       | Unregistrierte Partnerschaften                                    | 41                        | 24                        | 78                        | 55                        | unterzeichnet             | Ja                                                                          |
| Hawaii               | Juli 2010      | Eingetragene Partnerschaften                                      | 18                        | 7                         | 31                        | 20                        | Veto                      | Nein                                                                        |
| New York             | Juli 2010      | Unregistrierte Partnerschaften                                    | 50                        | 11                        | 127                       | 26                        | unterzeichnet             | Ja                                                                          |
| Illinois             | Januar 2011    | Eingetragene Partnerschaften                                      | 32                        | 24                        | 61                        | 52                        | unterzeichnet             | Ja                                                                          |
| Hawaii               | Februar 2011   | Eingetragene Partnerschaften                                      | 18                        | 5                         | 31                        | 19                        | unterzeichnet             | Ja                                                                          |
| Colorado             | März 2011      | Eingetragene Partnerschaften                                      | 23                        | 12                        | -                         | -                         | -                         | Nein                                                                        |
| Washington           | April 2011     | Anerkennung von auswärtigen Ehen als eingetragene Partnerschaften | 28                        | 19                        | 58                        | 39                        | unterzeichnet             | Ja                                                                          |
| Delaware             | Mai 2011       | Eingetragene Partnerschaften                                      | 13                        | 6                         | 26                        | 15                        | unterzeichnet             | Ja                                                                          |
| New York             | Juni 2011      | Gleichgeschlechtliche Ehe                                         | 33                        | 29                        | 80                        | 63                        | unterzeichnet             | Ja                                                                          |
| Rhode Island         | Juni 2011      | Eingetragene Partnerschaften                                      | 62                        | 11                        | 21                        | 16                        | unterzeichnet             | Ja                                                                          |
| Kalifornien          | Juni 2011      | Eingetragene Partnerschaften (Ausdehnung)                         | 24                        | 15                        | schwebend                 | schwebend                 | …                         |                                                                             |
| New Jersey           | 2012           | Gleichgeschlechtliche Ehe                                         | …                         | …                         | schwebend                 | schwebend                 | veto                      | Nein                                                                        |
| Washington           | Februar 2012   | Gleichgeschlechtliche Ehe                                         |                           |                           |                           |                           | unterzeichnet             | Ja                                                                          |
| Maryland             | Februar 2012   | Gleichgeschlechtliche Ehe                                         |                           |                           |                           |                           | unterzeichnet             | Ja                                                                          |
| Colorado             | März 2013      | Eingetragene Partnerschaften                                      |                           |                           |                           |                           | unterzeichnet             | Ja                                                                          |
| Rhode Island         | Januar 2013    | Gleichgeschlechtliche Ehe                                         | 26                        | 12                        | 51                        | 19                        | unterzeichnet             | Ja                                                                          |
| Delaware             | April 2013     | Gleichgeschlechtliche Ehe                                         | 12                        | 9                         |                           |                           | unterzeichnet             | Ja                                                                          |
| Minnesota            | Mai 2013       | Gleichgeschlechtliche Ehe                                         | 37                        | 30                        | 75                        | 59                        | unterzeichnet             | Ja                                                                          |
| Illinois             | November 2013  | Gleichgeschlechtliche Ehe                                         | 32                        | 21                        | 61                        | 54                        | unterzeichnet             | Ja                                                                          |
| Hawaii               | November 2013  | Gleichgeschlechtliche Ehe                                         | 20                        | 04                        | 30                        | 19                        | unterzeichnet             | Ja                                                                          |
| Delaware             | Mai 2013       | Ehe                                                               | 12                        | 9                         | 23                        | 18                        | unterzeichnet             | Ja                                                                          |
| Minnesota            | Mai 2013       | Ehe                                                               | 37                        | 30                        | 75                        | 59                        | unterzeichnet             | Ja                                                                          |
| Illinois             | November 2013  | Ehe                                                               | 32                        | 21                        | 61                        | 54                        | unterzeichnet             | Ja                                                                          |
| Wyoming              | Februar 2014   | Ehe                                                               |                           |                           | 17                        | 41                        |                           | Nein                                                                        |

### Bemühungen, gleichgeschlechtliche Partnerschaften durch Verfassungsänderungen zu verbieten
| Bundesstaat    | Verbot [von]                                               | Datum          | Ja               | Nein             | Ergebnis |
| -------------- | ---------------------------------------------------------- | -------------- | ---------------- | ---------------- | -------- |
| 1998:          |                                                            |                |                  |                  |          |
| Alaska         | Gleichgeschlechtliche Ehe                                  | November 1998  | 68 % (152.965)   | 32 % (71.631)    | Ja       |
| Hawaii         | Gleichgeschlechtliche Ehe                                  | November 1998  | 69 % (285.384)   | 31 % (117.827)   | Ja       |
| 2000:          |                                                            |                |                  |                  |          |
| Nebraska       | Alle Formen                                                | November 2000  | 70 % (450.073)   | 30 % (189.555)   | Ja       |
| 2002:          |                                                            |                |                  |                  |          |
| Nevada         | Gleichgeschlechtliche Ehe                                  | November 2002  | 67 % (337.183)   | 33 % (164.555)   | Ja       |
| 2004:          |                                                            |                |                  |                  |          |
| Arkansas       | Gleichgeschlechtliche Ehe und eingetragene Partnerschaften | November 2004  | 75 % (753.770)   | 25 % (251.914)   | Ja       |
| Georgia        | Gleichgeschlechtliche Ehe und eingetragene Partnerschaften | November 2004  | 76 % (2.454.912) | 24 % (768.703)   | Ja       |
| Kentucky       | Gleichgeschlechtliche Ehe und eingetragene Partnerschaften | November 2004  | 75 % (1.222.125) | 25 % (417.097)   | Ja       |
| Louisiana      | Gleichgeschlechtliche Ehe und eingetragene Partnerschaften | September 2004 | 78 % (618.928)   | 22 % (177.103)   | Ja       |
| Michigan       | Alle Formen                                                | November 2004  | 59 % (2.698.077) | 41 % (1.904.319) | Ja       |
| Mississippi    | Gleichgeschlechtliche Ehe                                  | November 2004  | 86 % (957.104)   | 14 % (155.648)   | Ja       |
| Missouri       | Gleichgeschlechtliche Ehe                                  | August 2004    | 71 % (1.055.771) | 29 % (439.529)   | Ja       |
| Montana        | Gleichgeschlechtliche Ehe                                  | November 2004  | 67 % (295.070)   | 33 % (148.263)   | Ja       |
| North Dakota   | Gleichgeschlechtliche Ehe und eingetragene Partnerschaften | November 2004  | 73 % (223.572)   | 27 % (81.716)    | Ja       |
| Ohio           | Gleichgeschlechtliche Ehe und eingetragene Partnerschaften | November 2004  | 62 % (3.329.335) | 38 % (2.065.462) | Ja       |
| Oklahoma       | Gleichgeschlechtliche Ehe und eingetragene Partnerschaften | November 2004  | 76 % (1.075.216) | 24 % (347.303)   | Ja       |
| Oregon         | Gleichgeschlechtliche Ehe                                  | November 2004  | 57 % (1.028.546) | 43 % (787.556)   | Ja       |
| Utah           | Gleichgeschlechtliche Ehe und eingetragene Partnerschaften | November 2004  | 66 % (593.297)   | 34 % (307.488)   | Ja       |
| 2005:          |                                                            |                |                  |                  |          |
| Kansas         | Gleichgeschlechtliche Ehe und eingetragene Partnerschaften | April 2005     | 70 % (414.106)   | 30 % (178.018)   | Ja       |
| Texas          | Gleichgeschlechtliche Ehe und eingetragene Partnerschaften | November 2005  | 76 % (1.718.513) | 24 % (536.052)   | Ja       |
| 2006:          |                                                            |                |                  |                  |          |
| Alabama        | Gleichgeschlechtliche Ehe und eingetragene Partnerschaften | Juni 2006      | 81 % (734.746)   | 19 % (170.399)   | Ja       |
| Arizona        | Gleichgeschlechtliche Ehe und eingetragene Partnerschaften | November 2006  | 48 % (721.489)   | 52 % (775.498)   | Nein     |
| Colorado       | Gleichgeschlechtliche Ehe                                  | November 2006  | 56 % (768.700)   | 44 % (612.155)   | Ja       |
| Idaho          | Gleichgeschlechtliche Ehe und eingetragene Partnerschaften | November 2006  | 63 % (281.823)   | 37 % (163.191)   | Ja       |
| South Carolina | Gleichgeschlechtliche Ehe und eingetragene Partnerschaften | November 2006  | 78 % (818.894)   | 22 % (230.674)   | Ja       |
| South Dakota   | Alle Formen                                                | November 2006  | 52 % (172.237)   | 48 % (160.756)   | Ja       |
| Tennessee      | Gleichgeschlechtliche Ehe                                  | November 2006  | 81 % (1.417.315) | 19 % (326.335)   | Ja       |
| Virginia       | Alle Formen                                                | November 2006  | 57 % (1.325.668) | 43 % (1.003.967) | Ja       |
| Wisconsin      | Gleichgeschlechtliche Ehe und eingetragene Partnerschaften | November 2006  | 59 % (1.260.554) | 41 % (861.554)   | Ja       |
| 2008:          |                                                            |                |                  |                  |          |
| Arizona        | Gleichgeschlechtliche Ehe                                  | November 2008  | 56 % (1.258.355) | 44 % (980.753)   | Ja       |
| Kalifornien    | Gleichgeschlechtliche Ehe                                  | November 2008  | 52 % (7.001.084) | 48 % (6.401.482) | Ja       |
| Florida        | Gleichgeschlechtliche Ehe und eingetragene Partnerschaften | November 2008  | 62 % (4.890.883) | 38 % (3.008.026) | Ja       |
| 2012:          |                                                            |                |                  |                  |          |
| Minnesota      | Gleichgeschlechtliche Ehe                                  | November 2012  | …                | …                | Nein     |

### Referenden zur Abänderung des Gesetzbuches, um gleichgeschlechtliche Partnerschaften zu erlauben bzw. verbieten
| Bundesstaat | Datum         | Ja               | Nein             | Erklärung | Ergebnis              |
| ----------- | ------------- | ---------------- | ---------------- | --- | --------------------- |
| Kalifornien | März 2000     | 61 % (4,618,673) | 39 % (2,909,370) | Abänderung des Familienrecht durch: Nur eine Ehe zwischen Mann und Frau ist gültig oder anerkannt in Kalifornien.                                               | Ja; verfassungswidrig |
| Colorado    | November 2006 | 47 % (641,443)   | 53 % (727,433)   | Erstellung von eingetragenen Partnerschaften für gleichgeschlechtliche Paare.                                                                                   | Nein                  |
| Maine       | November 2009 | 53 % (299,021)   | 47 % (265,076)   | Im November 2009 wurden die Wähler aus Maine aufgefordert, über die gleichgeschlechtliche Ehe abzustimmen.                                                      | Nein                  |
| Washington  | November 2009 | 53,2 % (950,000) | 46,8 % (804,032) | Washingtons Bürger mussten über die Erweiterung der eingetragenen Partnerschaften abstimmen, um ihnen dieselben Rechte wie heterosexuellen Paaren zu übergeben. | Ja                    |

### Gerichtliche Beschlüsse zur Erstellung gleichgeschlechtlicher Partnerschaften/Ehen
| Bundesstaat    | Datum          | Stimmen dafür | Stimmen dagegen | Erklärung | Ergebnis                              | führte zu                             |
| -------------- | -------------- | ------------- | --------------- | --- | ------------------------------------- | ------------------------------------- |
| Minnesota      | Oktober 1971   | 0             | 7               | Der oberste Gerichtshof von Minnesota beschloss, dass das Verbot von gleichgeschlechtlichen Ehen im Gesetzbuch nicht verfassungswidrig ist. | Nein                                  | -                                     |
| Hawaii         | Dezember 1997  | 3             | 2               | Ein Gericht entschied, dass das Verbot von gleichgeschlechtlichen Ehen im Gesetzbuch nicht mit der in der Verfassung beinhaltenden Gleichbehandlungsklausel übereinstimmte, wurde aber später durch ein Referendum aufgehoben.                                                                                                   | Grünes Häkchensymbol für ja           | durch Referendum                      |
| Vermont        | Dezember 1999  | 5             | 0               | Gleichgeschlechtliche Ehen oder ähnliches müssen innerhalb 100 Tagen erstellt werden. | Yes                                   | Eingetragene Partnerschaften          |
| Massachusetts  | November 2003  | 4             | 3               | Der Oberste Gerichtshof ordnete an, dass innerhalb 180 Tagen gleichgeschlechtliche Ehen eingeführt werden müssen. | Ja                                    | Ehe                                   |
| New York       | Juli 2006      | 2             | 4               | Der Oberste Gerichtshof beschloss, dass das Verbot von gleichgeschlechtlichen Ehen im Gesetzbuch nicht verfassungswidrig ist. | Nein                                  | -                                     |
| Washington     | Juli 2006      | 4             | 5               | Der Oberste Gerichtshof beschloss, dass das Verbot von gleichgeschlechtlichen Ehen im Gesetzbuch nicht verfassungswidrig ist. | Nein                                  | -                                     |
| New Jersey     | Oktober 2006   | 4             | 3               | Gleichgeschlechtliche Ehen oder ähnliches müssen innerhalb 100 Tagen eingeführt werden. | Ja                                    | Eingetragene Partnerschaften          |
| Maryland       | September 2007 | 3             | 4               | Der Oberste Gerichtshof beschloss, dass das Verbot von gleichgeschlechtlichen Ehen im Gesetzbuch nicht verfassungswidrig ist. | Nein                                  | -                                     |
| Kalifornien    | Mai 2008       | 4             | 3               | Die gleichgeschlechtliche Ehe muss innerhalb 30 Tagen eingeführt werden. | Yes                                   | Referendum                            |
| Connecticut    | Oktober 2008   | 4             | 3               | Gleichgeschlechtliche Ehen müssen innerhalb 30 Tagen eingeführt werden. | Ja                                    | Ehe                                   |
| Iowa           | April 2009     | 7             | 0               | Gleichgeschlechtliche Ehen müssen innerhalb 27 Tagen eingeführt werden. | Ja                                    | Ehe                                   |
| Kalifornien    | Mai 2009       | 1             | 6               | Der oberste kalifornische Gerichtshof beschloss, dass die Proposition 8 aufrechterhalten wird. Diese Entscheidung wurde August 2010 erstinstanzlich vor einem Bundesgericht wegen Unvereinbarkeit mit der Bundesverfassung für nichtig erklärt, was allerdings erst nach Ausschöpfung der Berufungsinstanzen rechtskräftig wird. | Nein                                  | -                                     |
| New York       | Oktober 2009   | 3             | 2               | Es wurde entschieden, dass der Bundesstaat New York die Anerkennung von auswärtigen gleichgeschlechtlichen Ehen beibehält. | Grünes Häkchensymbol für ja           | Grünes Häkchensymbol für ja           |
| Wisconsin      | Juni 2010      | 0             | 7               | Der oberste Gerichtshof entschied, dass das Verbot von gleichgeschlechtlichen Ehen beibehalten wird. | Rotes X oder Kreuzchensymbol für nein | Rotes X oder Kreuzchensymbol für nein |
| Texas          | September 2010 | gescheitert   | gescheitert     | Ein texanisches Gericht beschloss, dass das Verbot von gleichgeschlechtlichen Ehen die amerikanische Verfassung verletzte und übergab die Verhandlung dem texanischen Appellationsgericht, das entschied, dass das Verbot beibehalten werden kann, da es nicht verfassungswidrig sei.                                            | Rotes X oder Kreuzchensymbol für nein | Rotes X oder Kreuzchensymbol für nein |
| Minnesota      | März 2011      | gescheitert   | gescheitert     | Das Gericht entschied, dass das Verbot von gleichgeschlechtlichen Ehen beibehalten wird. | Rotes X oder Kreuzchensymbol für nein | Rotes X oder Kreuzchensymbol für nein |
| New Jersey     | Oktober 2013   |               |                 | Das Gericht entschied, dass die gerichtliche Eheöffnung beibehalten wird. | Ja                                    | Ehe                                   |
| New Mexico     | Dezember 2013  |               |                 | Das Gericht entschied, dass im Bundesstaat die Ehe geöffnet wird. | Ja                                    | Ehe                                   |
| Utah           | Dezember 2013  |               |                 | Das Gericht entschied, dass im Bundesstaat die Ehe geöffnet wird. | Ja                                    | Ehe                                   |
| Oregon         | Mai 2014       |               |                 | Das Gericht entschied, dass im Bundesstaat die Ehe geöffnet wird. Das Urteil wurde nicht vorläufig ausgesetzt. | Ja                                    | Ehe                                   |
| Pennsylvania   | Mai 2014       |               |                 | Das Gericht entschied, dass im Bundesstaat die Ehe geöffnet wird. Das Urteil wurde nicht vorläufig ausgesetzt. | Ja                                    | Ehe                                   |
| Colorado       | Juli 2014      |               |                 | Das Gericht entschied, dass im Bundesstaat die Ehe geöffnet wird. Das Urteil wurde nicht vorläufig ausgesetzt. | Ja                                    | Ehe                                   |
| Virginia       | Juli 2014      |               |                 | Das Gericht entschied, dass im Bundesstaat die Ehe geöffnet wird. Das Urteil wurde nicht vorläufig ausgesetzt. | Ja                                    | Ehe                                   |
| West Virginia  | Oktober 2014   |               |                 | Das Gericht entschied, dass im Bundesstaat die Ehe geöffnet wird. Das Urteil wurde nicht vorläufig ausgesetzt. | Ja                                    | Ehe                                   |
| Oklahoma       | Oktober 2014   |               |                 | Das Gericht entschied, dass im Bundesstaat die Ehe geöffnet wird. Das Urteil wurde nicht vorläufig ausgesetzt. | Ja                                    | Ehe                                   |
| North Carolina | Oktober 2014   |               |                 | Das Gericht entschied, dass im Bundesstaat die Ehe geöffnet wird. Das Urteil wurde nicht vorläufig ausgesetzt. | Ja                                    | Ehe                                   |
| Wisconsin      | Oktober 2014   |               |                 | Das Gericht entschied, dass im Bundesstaat die Ehe geöffnet wird. Das Urteil wurde nicht vorläufig ausgesetzt. | Ja                                    | Ehe                                   |
| Indiana        | Oktober 2014   |               |                 | Das Gericht entschied, dass im Bundesstaat die Ehe geöffnet wird. Das Urteil wurde nicht vorläufig ausgesetzt. | Ja                                    | Ehe                                   |
| Nevada         | Oktober 2014   |               |                 | Das Gericht entschied, dass im Bundesstaat die Ehe geöffnet wird. Das Urteil wurde nicht vorläufig ausgesetzt. | Ja                                    | Ehe                                   |
| Idaho          | Oktober 2014   |               |                 | Das Gericht entschied, dass im Bundesstaat die Ehe geöffnet wird. Das Urteil wurde nicht vorläufig ausgesetzt. | Ja                                    | Ehe                                   |
| Arizona        | Oktober 2014   |               |                 | Das Gericht entschied, dass im Bundesstaat die Ehe geöffnet wird. Das Urteil wurde nicht vorläufig ausgesetzt. | Ja                                    | Ehe                                   |
| Alaska         | Oktober 2014   |               |                 | Das Gericht entschied, dass im Bundesstaat die Ehe geöffnet wird. Das Urteil wurde nicht vorläufig ausgesetzt. | Ja                                    | Ehe                                   |
| Wyoming        | Oktober 2014   |               |                 | Das Gericht entschied, dass im Bundesstaat Wyoming die Ehe geöffnet wird. Das Urteil wurde nicht vorläufig ausgesetzt. | Ja                                    | Ehe                                   |
| Missouri       | November 2014  |               |                 | Das Gericht entschied, dass im Bundesstaat die Ehe geöffnet wird. Das Urteil wurde nicht vorläufig ausgesetzt. | Ja                                    | Ehe                                   |
| Kansas         | November 2014  |               |                 | Der oberste Gerichtshof in Washington D.C. ordnete in Kansas die Gleichstellung von Homosexuellen im Eherecht an. | Ja                                    | Ehe                                   |
| Montana        | November 2014  |               |                 | Der oberste Gerichtshof in Washington D.C. ordnete in Montana die Gleichstellung von Homosexuellen im Eherecht an. | Ja                                    | Ehe                                   |
| South Carolina | November 2014  |               |                 | Der oberste Gerichtshof in Washington D.C. ordnete in South Carolina die Gleichstellung von Homosexuellen im Eherecht an. | Ja                                    | Ehe                                   |
| Florida        | Januar 2015    |               |                 | Das Gericht in Florida ordnete die Gleichstellung von Homosexuellen im Eherecht an. | Ja                                    | Ehe                                   |
| Alabama        | Februar 2015   |               |                 | Das Gericht in Alabama ordnete die Gleichstellung von Homosexuellen im Eherecht an. | Ja                                    | Ehe                                   |